# Playas de Campofrío y Aguilar
Las playas de Campofrío y Aguilar se encuentran en el concejo asturiano de Muros de Nalón (España), la primera empezando por el oeste.

## Descripción
La playa de Campofrío tiene forma lineal, una longitud de unos 250 m y una anchura media de 25 m de largo y arena fina y dorada con algunos afloramientos de rocas y la de Aguilar, que está al este de la de Campofrío, tiene la misma forma, y lecho con 500 m de longitud y unos 70 m de ancho. El grado de urbanización es medio y el de ocupación es alto.
Son unas de las pocas playas de la Costa Central asturiana que presentan protección desde el punto de vista medioambiental, estando catalogadas como ZEPA, LIC.
Para acceder a estas playas hay que localizar previamente los núcleos urbanos más próximos, que son Aguilar y Cudillero. Desde ambos lugares se llega de forma cómoda. Desde Cudillero, bajando por la carretera que va al «mirador» y desde Aguilar, tomando la carretera que viene desde Muros de Nalón y que llega hasta la propia playa. Estas playas tienen una desembocadura fluvial y hay que tener precaución con la ropa y demás enseres ya que durante la pleamar las playas quedan inundadas.
Tiene cerca un aparcamiento para caravanas y en la playa hay una desembocadura fluvial. En cuanto a servicios, dispone de duchas, camping, restaurantes, vigilancia, servicio de limpieza y aparcamiento. Pero el más importante por ser el que menos abunda y resulta más gratificante es la disposición de anfibuggy para personas con movilidad reducida y mediante cita previa, en la época estival. Para realizar surf está categorizada como «Categoría 1». En la playa de Campofrío se practica el naturismo. Si se está haciendo surf durante la pleamar hay que tener precaución con las rocas que afloran y ahora quedan bajo el agua.

## Enlaces externos

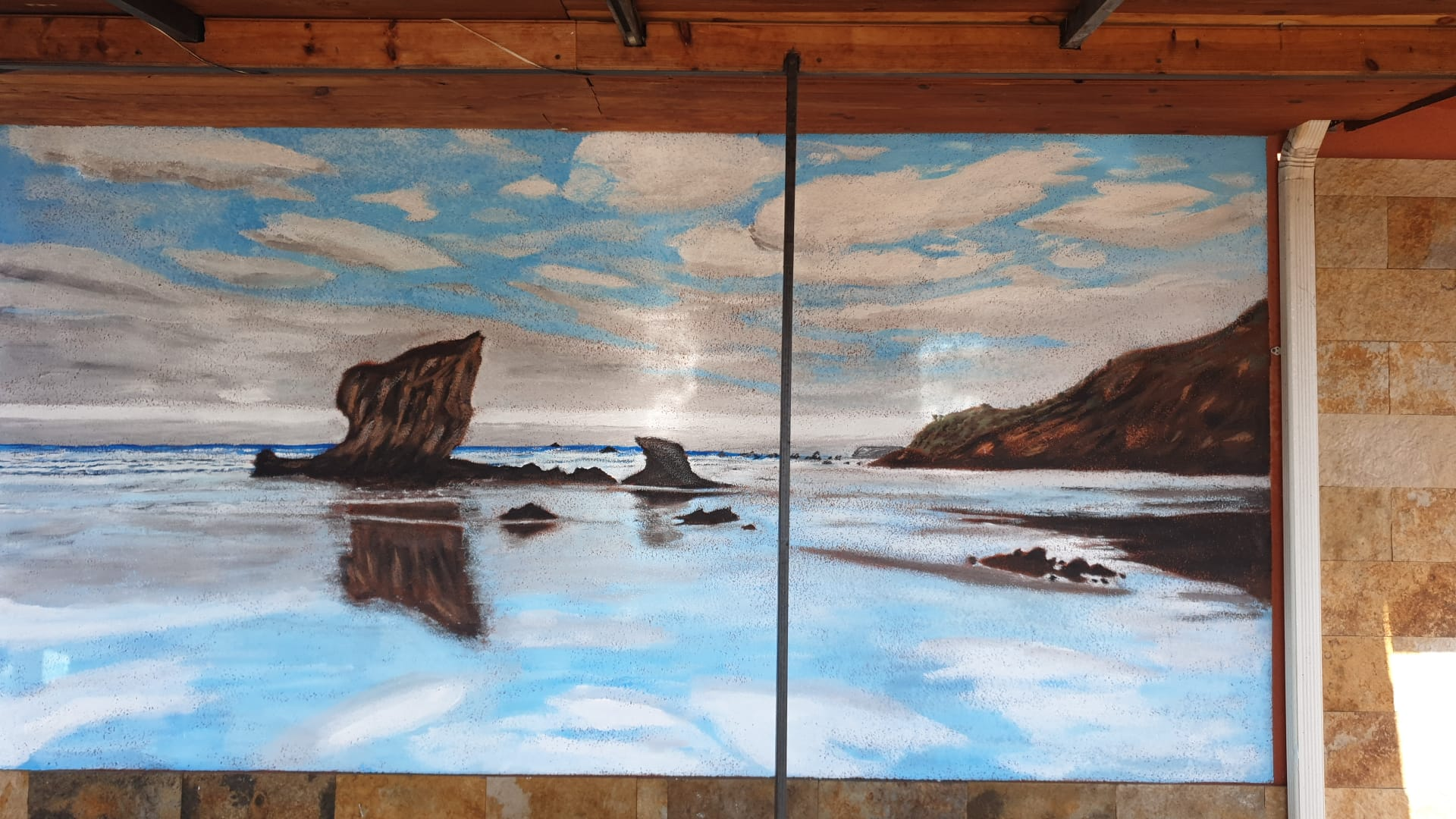
Mural realizado sobre la pared de una casa en El Villar(Muros del Nalón)